# Irene Bayer-Hecht
Irene Bayer-Hecht, nata Irene Hecht (Chicago, 28 ottobre 1898 – Santa Monica, 1991), è stata una fotografa statunitense.

## Biografia
Di origini ebraiche, sebbene nata in America, il padre trovò lavoro in Ungheria dove portò la famiglia subito dopo la sua nascita. Diplomata all'Accademia delle arti di Prussia di Berlino, nel 1923 tentò di iscriversi al Bauhaus, senza riuscirvi, dove peraltro conobbe il futuro marito Herbert Bayer. L'anno dopo fu uditrice alla Sorbona e alla École des beaux-arts di Parigi, guadagnandosi da vivere come sarta in una casa di moda della capitale francese. Ha frequentato a Lipsia l'Accademia di arti grafiche. Hecht sposò Herbert nel 1925, grazie al quale riuscirà a frequentare il corso base al Bauhaus, e nel 1926 si trasferirono al Bauhaus di Dessau. I due si separarono nel 1928 e, sebbene divorziarono solo nel 1944, ebbero una figlia, Julia Alexandra (1929-1963), nata 1929.
Nel 1928, entrambi rientrarono a Berlino, dove lei ebbe la possibilità di partecipare alla mostra FIFO, organizzata nel 1929 dal Deutscher Werkbund di Stoccarda che fu considerata la prima grande mostra di fotografia moderna europea e americana, una sorta di immaginario per la "Neues Sehen" Con l'aggravarsi della condizione degli ebrei, nel 1938 la Bayer-Hecht ritornò negli Stati Uniti, smise di fotografare e iniziò a lavorare come traduttrice per le autorità militari americane. Tornò in Europa dal 1945 al 1947 per lavorare come capo della sezione fotografica americana a Monaco prima di tornare in California nel 1947. È sepolta nel cimitero di Aspen Grove, ad Aspen, accanto alla tomba di sua figlia e vicino alle tombe di Herbert Bayer e della sua seconda moglie Joella.

## Stile
Le sue immagini, oltre a supportare tecnicamente il lavoro del marito, si sono concentrate principalmente sulle persone, sui ritratti e sullo studio delle forme.
Le sue foto furono presentate nella Thomas Walter Collection, acquisite nel 2001, ed esposte al Museum of Modern Art di New York City nel 2014-2015.
Le opere di Bayer-Hecht fanno parte delle collezioni del Museum of Modern Art di New York, del Getty Museum, e della National Gallery of Canada.